# Pheidole harrisonfordi
Pheidole harrisonfordi — вид мурашок підродини Myrmicinae.

## Назва
Вид названо на честь американського актора Гаррісона Форда за його внесок у збереження природи тропічних регіонів.

## Поширення
Вид поширений на півдні Мексики, в Центральній Америці та на заході Колумбії. Мешкає у тропічному вологому лісі на висотах до 1600 м над рівнем моря.